# Akční plán pro čelení dezinformacím
Akční plán pro čelení dezinformacím je materiál, která na zadání vlády Petra Fialy připravil se svým týmem expertů při úřadu vlády vládní zmocněnec pro oblast médií a dezinformací Michal Klíma a o jehož obsahu se média dozvěděla 27. prosince 2022. Strategie navrhuje možné způsoby blokování dezinformací, sankcionování jejich vydavatelů a stíhání jejich autorů a šiřitelů, ale i finanční podporu některých médií desítkami milionů korun ročně. Den po ostře nesouhlasném otevřeném dopisu Unie vydavatelů vláda 15. února 2023 ukončila s okamžitou platností spolupráci s Michalem Klímou a zrušila funkci vládního zmocněnce pro média a dezinformace, kterou zastával od konce března 2022, a agendu dezinformací přenesla na národně-bezpečnostní poradce vlády Tomáše Pojara.

## Cíl, historie a obsah návrhu
Podle Michala Klímy akční plán navazoval na proces, který začala již předchozí vláda, tj. vznik odboru proti hybridním hrozbám a terorismu na ministerstvu vnitra a různých dokumentů, které se zabývaly hybridními hrozbami a dezinformacemi, a na dokument ministerstva vnitra z jara 2022 o tom, jak je ČR připravena čelit dezinformačním vlnám, to znamená cíleným dezinformacím, které mají měnit myšlení obyvatelstva ve vztahu k státnímu zřízení, což podle Klímy jsou zejména dezinformace šířené z Ruska nebo z Číny. Poptávka po systémovém řešení zesílila po vpádu Ruska na Ukrajinu 24. února 2022, kdy došlo k vypnutí některých webů, aniž by existovala legislativa, o kterou by se takový krok mohl opřít.
Návrh plánu unikl na veřejnost prostřednictívm článku Deníku N 27. prosince 2022 s tím, že expertní skupina pod Klímovým vedením předala vládě finální verzi plánu, vláda prostřednictvím svého mluvčího Václava Smolky se však od plánu distancovala s tím, že jde pouze o pracovní návrh, který vládou dosud nebyl projednán.
Návrh, jehož verzi měla koncem prosince 2022 k dispozici redakce Echo24, definoval dezinformace jako „online obsah ohrožující svrchovanost, územní celistvost, demokratické základy nebo vnitřní pořádek a bezpečnost ČR“.
Podle návrhu měla vláda podporovat 50 miliony korun ročně neziskové organizace, které se zabývají dezinformacemi, a 100 milionů korun ročně odvádět ze státního rozpočtu ke spřáteleným médiím, které státu v boji s dezinformacemi pomohou.
Návrh strategie počítal také se vznikem pozice národního koordinátora proti dezinformacím.

## Reakce
Vláda se od uniklého návrhu zmocněnce Klímy distancovala s tím, že jej dosud neprojednala. Přitom Smolka potvrdil, že ČR na rozdíl od jiných západních států nemá žádnou strategii, jak se bránit dezinformacím a hybridním hrozbám, obzvlášť v momentu, kdy Rusko vede agresivní válku proti Ukrajině a dezinformace jsou jedním z nástrojů, jak v Evropě posouvat veřejné mínění více na stranu Ruska. Vláda podle Smolky chtěla přistupovat odpovědně k veřejnému prostoru, aniž by se dotkla práva na svobodný přístup k informacím a práva na svobodu projevu. Ministr vnitra Vít Rakušan redakci Echo24 na dotaz odepsal, že válka vedená cizí mocností pomocí lží, dezinformací a manipulací, jejímž cílem je chaos na straně napadeného, nutně zaslouží pozornost a kdybychom nebrali takové zbraně, jakou je propaganda, v úvahu, bylo by to stejné, jako nechat dopadat bomby na naše území bez reakce. Podle Rakušana však musíme najít odpověď na množství otázek, například jak neohrozit svobodu slova v mírové době možným zneužitím pravidel, která by jinak platila jen v době nepřátelského napadení.
Profesor Jan Jirák, mediální teoretik, varoval před nástrojem možného cenzurování názoru a ohrožením principu svobody projevu. Použitou definici dezinformací označil za naprosto orwellovskou, protože dovoluje jakýkoli nehodící se obsah prohlásit za dezinformaci, a to včetně názoru. Označil tento návrh za mimořádně nebezpečnou situaci a za přímé ohrožení principu svobody projevu. Kritizoval rovněž navrhovaný způsob finanční podpory neziskových organizací a „nezávislých médií“, protože přijetím takové podpory přestávají být nezávislé, slovo „nezávislé“ je zde podle Jiráka farizejsky zástupné pro loajální média a neziskovky.
Novinář a mediální manažer Dalibor Balšínek na Twitteru 27. prosince 2022 varoval, že Fialova vláda chystá bezprecedentní zásah do svobody projevu a na špinavou práci si bude najímat neziskovky, které budou nálepkovat, bonzovat a pronásledovat nevhodné názory. Označil to za maďarský model v bruselské úpravě.
Europoslanec Jan Zahradil označil boj proti dezinformacím za tažení části státní byrokracie (MV, zpravodajci atd.) za zvýšením vlastních pravomocí a rozpočtů.
Česká místopředsedkyně Evropské komise Věra Jourová uvedla, že cílem evropské digitální revoluce je, aby internet byl slušné místo pro pobyt občanů, ale zároveň chceme internet, kde nebudou ‚digitální bohové‘, kteří by rozhodovali, co je pravda a co je lež.
Unie vydavatelů ČR 14. února 2023 napsala předsedovi vlády otevřený dopis, v němž důrazně odmítla postup přípravy a obsah akčního plánu. Obsah plánu označila za v řadě ohledů mylný, chybný a škodlivý. Plánu vyčítá, že se nevypořádává se zásadním problémem, co je vlastně dezinformace. Dále nerespektuje fungování online prostředí, kde o šíření informací rozhodují převážně algoritmy, které mají pod kontrolou velké nadnárodní platformy. Jako nešťastný označila unie předpoklad, že finanční podpora tzv. nezávislých médií je cestou, jak dezinformacím čelit, a takový postup označila za nevratné poškození mediálního prostředí a vznik korupčního prostředí a takovou podporu „hodných médií“ přirovnala k situaci v Maďarsku. Akční plán rovněž marginalizuje a podceňuje strategickou komunikaci státu. Podoba Akčního plánu je podle unie podstatně ovlivněna tím, že jeho koncept ani obsah nebyl diskutován se zástupci seriózních médií a profesními asociacemi, přestože o to projevovali zájem. Na závěr unie doporučila předsedovi vlády, aby vláda předkládaný návrh jednoznačně odmítla a vrátila jej k zásadnímu přepracování.
Bohumil Kartous, který se v listopadu 2018 představil jako mluvčí virtuálně a anonymně fungující skupiny Čeští elfové, která si vytkla za cíl „boj s internetovými trolly, kteří šíří dezinformace a proruskou propagandu“, 25. února 2023 v podcastu iDnes.cz označil zamítnutí Akčního plánu pro čelení dezinformacím a propuštění vládního zmocněnce Michala Klímy vládou Petra Fialy za chybu a promarněnou příležitost. Podle něj se premiér pouze lekl reakce, kterou tento plán vyvolal.